# Nicolae Golescu
Nicolae Golescu (Câmpulung, 1810 — 1877) foi um político romeno da Valáquia, que ocupou o cargo de primeiro-ministro de maio a julho de 1868.